# Cryptopelta longibrachialis
Cryptopelta longibrachialis är en ormstjärneart som beskrevs av Jean Baptiste François René Koehler 1930. Cryptopelta longibrachialis ingår i släktet Cryptopelta och familjen Ophiodermatidae. Inga underarter finns listade i Catalogue of Life.